# Gąsin
Gąsin – wieś w Polsce położona w województwie wielkopolskim, w powiecie tureckim, w gminie Przykona.

## Historia
Pierwsza pisana wzmianka o wsi Gąsin, pochodząca z 1665 roku, widnieje w kaliskich księgach ziemskich. Dotyczy ona spłaty długu na wsiach Wiethenino i Gąsino, czyli Wietchininie i Gąsinie, przez Macieja Konopnickiego i jego żonę Teresę Korzenicką. Kolejne zapisy pochodzą dopiero z połowy XVIII wieku.
Słownik geograficzny Królestwa Polskiego w taki sposób opisuje Gąsin:
Wieś i folwark w powiecie tureckim, gminie Wichertów, parafia Turek. W 1827 roku było tutaj 10 domów i 98 mieszkańców. Do Kalisza 42 wiorsty, do Turku 7 wiorst, do rzeki Warty 8 wiost. Folwark 414 mórg, z czego 278 mórg gruntów rolnych, 30 mórg łąk, 37 mórg pastwisk, 60 zarośli, 9 nieużytków i placów. Płodozmian sześciopolowy. Folwark posiadał jeden dom murowany i jedenaście drewnianych.
W latach 1975–1998 miejscowość administracyjnie należała do województwa konińskiego.
Obecnie wieś zamieszkuje około 220 osób.